# Incendie de l'hôpital de Miryang
L'incendie de l'hôpital de Miryang survient le 26 janvier 2018 et cause la mort de 39 personnes dans un hôpital de Miryang. С'était l'incendie le plus meurtrier dans la Corée du Sud depuis près d'une décennie.
L'incendie a eu lieu un mois après la mort de 29 personnes dans l'incendie au gym dans la ville de Jecheon. La cause de l'incendie fait l'objet d'une enquête,.

## Hôpitaux
L'hôpital Sejong et l'hôpital adjacent de soins infirmiers Sejong ont été établis en 2008 par la Fondation médicale  Hyoseong. L'hôpital Sejong est un large hôpital général. Cet hôpital et l'hôpital de soins infirmiers Sejong disposent de 95 et 98 lits respectivement avec 27 personnes du personnel médical pour chacun de deux établissements. L'hôpital Sejong ne nécessitait pas l'installation des extincteurs en raison de sa superficie globale, tandis qu'on devait le faire à l'Hôpital Sejong des soins infirmiers (après la révision de la loi pertinente) et on avait l’intention de réaliser cette idée avant le 30 juin. 

## L'incendie
Les causes sont inconnues pour le moment bien que le centre hospitalier selon les médias internationaux se soit conformé aux mesures de sécurité obligatoires. L'incendie s'est produit dans la salle d'urgence. Les flammes ont pris naissance à 7 h 32, heure locale. Il y avait plus de 100 personnes à l'hôpital lorsque l'incendie a eu lieu, les pompiers ont mis 2 à 3 heures pour éteindre l'incendie. L'incendie a envahi la première étage de Sejong Hospital à 7.35 (KST). À ce moment-là il y avait plus d'une centaine de patients à l'hôpital principal et 94 patients dans la maison de soins infirmiers adjacente. Quand les pompiers sont arrivés sur place, 25 personnes étaient déjà mortes. Les pompiers travaillaient à travers la fumée épaisse pour sauver les patients, y compris 15 malades de la troisième étage du service de soins intensifs sous la surveillance du personnel de l'hôpital.

## Les victimes
L'incendie a coûté la vie à 41 personnes en blessant aussi  153 personnes,. Parmi les morts il y avait un docteur, une infirmière et une aide-soignante. Trente personnes étaient âgés de plus de 70 ans,.

## Réponse
Au lendemain de l'incendie, le Président de la Corée du Sud Moon Jae-in a convoqué une réunion d'urgence, en ordonnant aux officiels des services d'urgence à l'intérieur et autour de la zone concernée de continuer de livrer le secours indispensable à la survie aux patients évacués.